# جرمی دسپلانچس
جرمی دسپلانچس (انگلیسی: Jérémy Desplanches؛ زادهٔ ۷ اوت ۱۹۹۴) ورزشکار ورزش شنا اهل سوئیس است.
وی در مسابقات کشوری و بین‌المللی در مجموع برندهٔ ۱ مدال طلا، ۱ مدال نقره و ۱ مدال برنز شده‌است.